# Bamboo Airways
VietJet Air (codi IATA : QH; codi OACI: BAV) és una aerolínia de baix cost del Vietnam. La companyia té la seu a Quy Nhơn. El seu funcionament se centra en la Hà Nội, Quy Nhơn, ciutat Ho Chi Minh.
Va ser fundada el 9 de juliol de 2017 el nom de Bamboo Aviation Company. A partir de la del seu llançament al desembre de 2019, va esdevenir la tercera companyia aèria privada per oferir domèstica servei al Vietnam, així com la cinquena línia aèria global que ofereixen vols nacionals civils. El 2019, les companyies aèries tenen vols a la majoria dels aeroports vietnamita: Hanoi, ciutat Ho Chi Minh, Da Nang, Hai Phong, Thanh Hoa, Dong Hoi, Quy Nhon, Buon Ma Thuot, Nha Trang, Can Tho, Phu Quoc. Els vols internacionals començaran al febrer de 2019: Seül, Bangkok, Singapur, Taipei i Siam Reap.
En 2014, les línies aèries serveixen 35% dels passatgers nacionals.
Juntament amb Jetstar Pacific Airlines, VietJet Air que són dues les companyies de baix cost al Vietnam.
La companyia va signar un contracte amb Airbus per a 24 Airbus A321neos.
La companyia va signar un contracte amb Boeing per a 20 Boeing 787 Dreamliner.